# 鼓浪屿中南银行旧址
鼓浪屿中南银行旧址位于中国福建省厦门市鼓浪屿，是全国重点文物保护单位鼓浪屿近代建筑群的子项目之一。
中南银行由黄奕住等人共同创立，1921年7月正式在上海开张，总行位于上海市汉口路110号的中南大楼。建筑为砖混结构的西式风格建筑，紧邻鼓浪屿电话公司。